# Doha Team
Das Doha Team war ein katarisches Radsportteam.
Die Mannschaft wurde 2007 gegründet und nahm bis zur Auflösung des Teams nach Ablauf der Saison 2009 als Continental Team an den UCI Continental Circuits teil. Die meisten Rennen fuhr das Team in Asien und Afrika. Manager war Ahmed Alhemaidi, der von seinen Sportlichen Leitern Mustapha Allal Faci und Aziz Merzoug unterstützt wurde. Die Mannschaft wurde mit Fahrrädern der Marke Wilier ausgestattet. Sponsor war die katarische Hauptstadt Doha.

## Saison 2009

### Erfolge in der UCI Asia Tour
Bei den Rennen der UCI Asia Tour im Jahr 2009 gelangen dem Team nachstehende Erfolge.
| Datum      | Rennen                                     | Kat. | Fahrer               |
| ---------- | ------------------------------------------ | ---- | -------------------- |
| 23. Januar | H. H. Vice President Cup                   | 1.2  | Ayman Ben Hassine    |
| 24. Januar | Emirates Cup                               | 1.2  | Ayman Ben Hassine    |
| 5. April   | Nationale Meisterschaft – Einzelzeitfahren | NC   | Hammad Badr          |
| 1. Mai     | 2. Etappe Tour de Singkarak                | 2.2  | Rafaâ Chtioui        |
| 1. Mai     | Katarische Meisterschaft – Straßenrennen   | NC   | Tareq Esmaeili       |
| 10. August | 3. Etappe Tour of East Java                | 2.2  | Abdelbasset Hannachi |

### Zugänge – Abgänge
| Zugänge                  | Team 2008 | Abgänge       | Team 2009 |
| ------------------------ | --------- | ------------- | --------- |
| Taha Alawi               | Neoprofi  | Afif Abdullah | Unbekannt |
| Ahmed Albourdainy        | Neoprofi  | Hamad Afif    | Unbekannt |
| Farid Belhani            | Neoprofi  |               |           |
| Azzedine Lagab           | Neoprofi  |               |           |
| Abdelmalek Madani        | Neoprofi  |               |           |
| Yousef Mirza Bani Hammad | Neoprofi  |               |           |
| Fadi Khan Shikhoni       | Neoprofi  |               |           |

### Mannschaft
| Name                     | Geburtstag         | Nationalität                 | Team 2010                           |
| ------------------------ | ------------------ | ---------------------------- | ----------------------------------- |
| Khaleel Abduljanan       | 10. April 1983     | Katar                        |                                     |
| Rdhwan Al-Moraqab        | 1. Januar 1977     | Katar                        |                                     |
| Taha Alawi               | 31. Dezember 1986  | Bahrain                      |                                     |
| Ahmed Albourdainy        | 4. April 1990      | Katar                        |                                     |
| Hammad Badr              | 7. Januar 1984     | Vereinigte Arabische Emirate |                                     |
| Yousef Mirza Bani Hammad | 8. Oktober 1988    | Vereinigte Arabische Emirate |                                     |
| Farid Belhani            | 12. März 1984      | Algerien                     |                                     |
| Ayman Ben Hassine        | 8. November 1980   | Tunesien                     |                                     |
| Rafaâ Chtioui            | 26. Januar 1986    | Tunesien                     | Acqua & Sapone-D’Angelo & Antenucci |
| Tareq Esmaeili           | 3. März 1977       | Katar                        |                                     |
| Abdelbasset Hannachi     | 2. Februar 1985    | Algerien                     | Team Medscheme                      |
| Omar Hasanein            | 15. November 1978  | Syrien                       |                                     |
| Azzedine Lagab           | 18. September 1986 | Algerien                     |                                     |
| Abdelmalek Madani        | 28. Februar 1983   | Algerien                     |                                     |
| Said Moosa               | 4. April 1988      | Katar                        |                                     |
| Fadi Khan Shikhoni       | 3. Mai 1985        | Syrien                       |                                     |

## Platzierungen in UCI-Ranglisten
UCI Africa Tour
| Saison | Mannschaftswertung | Fahrerwertung           |
| ------ | ------------------ | ----------------------- |
| 2008   | 4.                 | Ayman Ben Hassine (14.) |
| 2009   | 7.                 | Abdelmalek Madani (32.) |

UCI Asia Tour
| Saison | Mannschaftswertung | Fahrerwertung          |
| ------ | ------------------ | ---------------------- |
| 2008   | 12.                |                        |
| 2009   | 2.                 | Ayman Ben Hassine (6.) |

UCI Europe Tour
| Saison | Mannschaftswertung | Fahrerwertung        |
| ------ | ------------------ | -------------------- |
| 2009   | 121.               | Rafaâ Chtioui (942.) |